# Горњи Боговићи
Горњи Боговићи је насељено мјесто у граду Горажду, Босна и Херцеговина.

## Становништво
|         | 2013.      | 1991.      | 1981.       | 1971.       |
| Укупно  | 2 (100,0%) | 9 (100,0%) | 29 (100,0%) | 33 (100,0%) |
| Бошњаци | 2 (100,0%) | –          | 1 (3,448%)1 | –           |
| Срби    | –          | 9 (100,0%) | 28 (96,55%) | 33 (100,0%) |

1. 1 На пописима од 1971. до 1991. Бошњаци су пописивани углавном као Муслимани.